# Wallfahrtskapelle St. Maria (Vals)

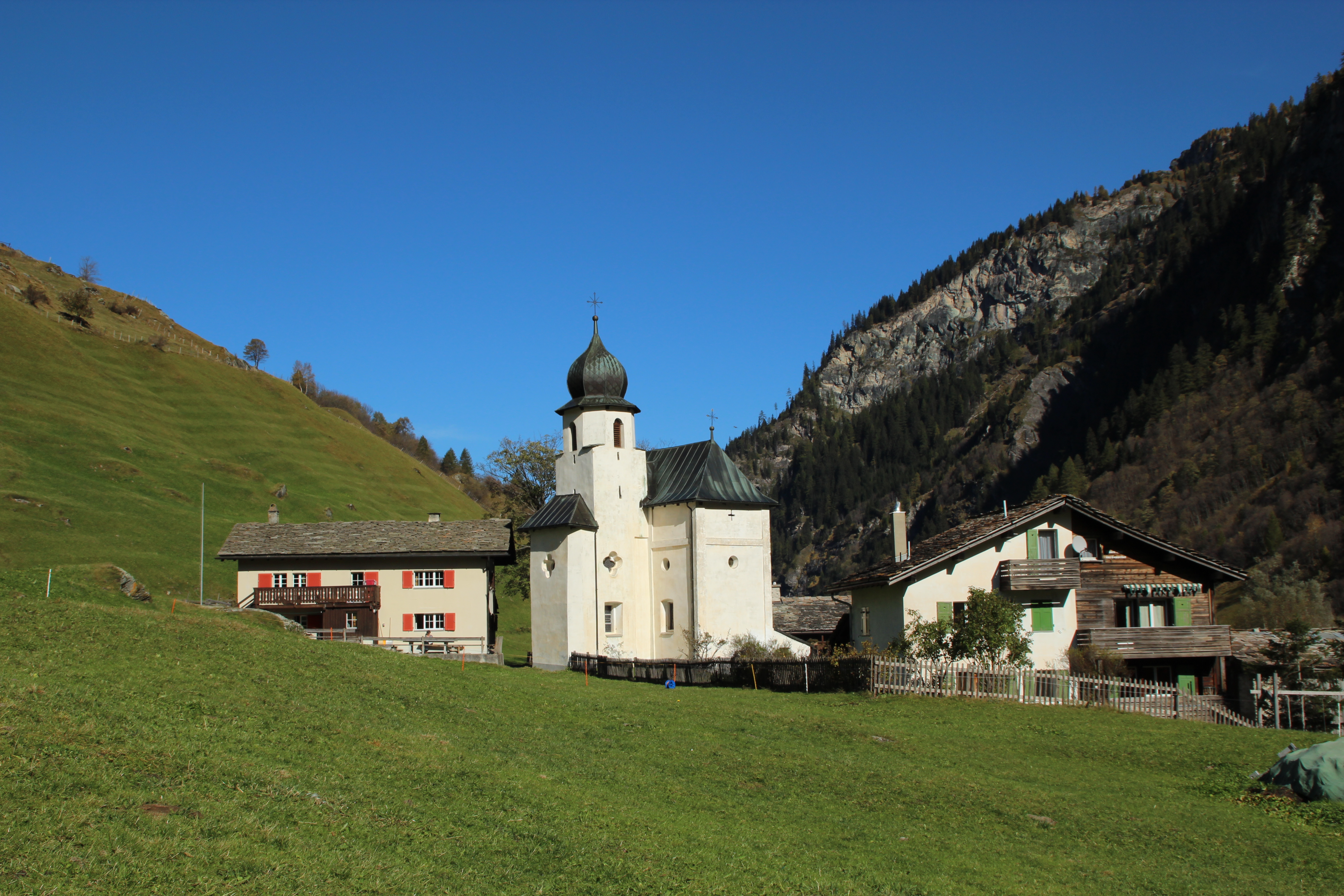
Ansicht von Süden

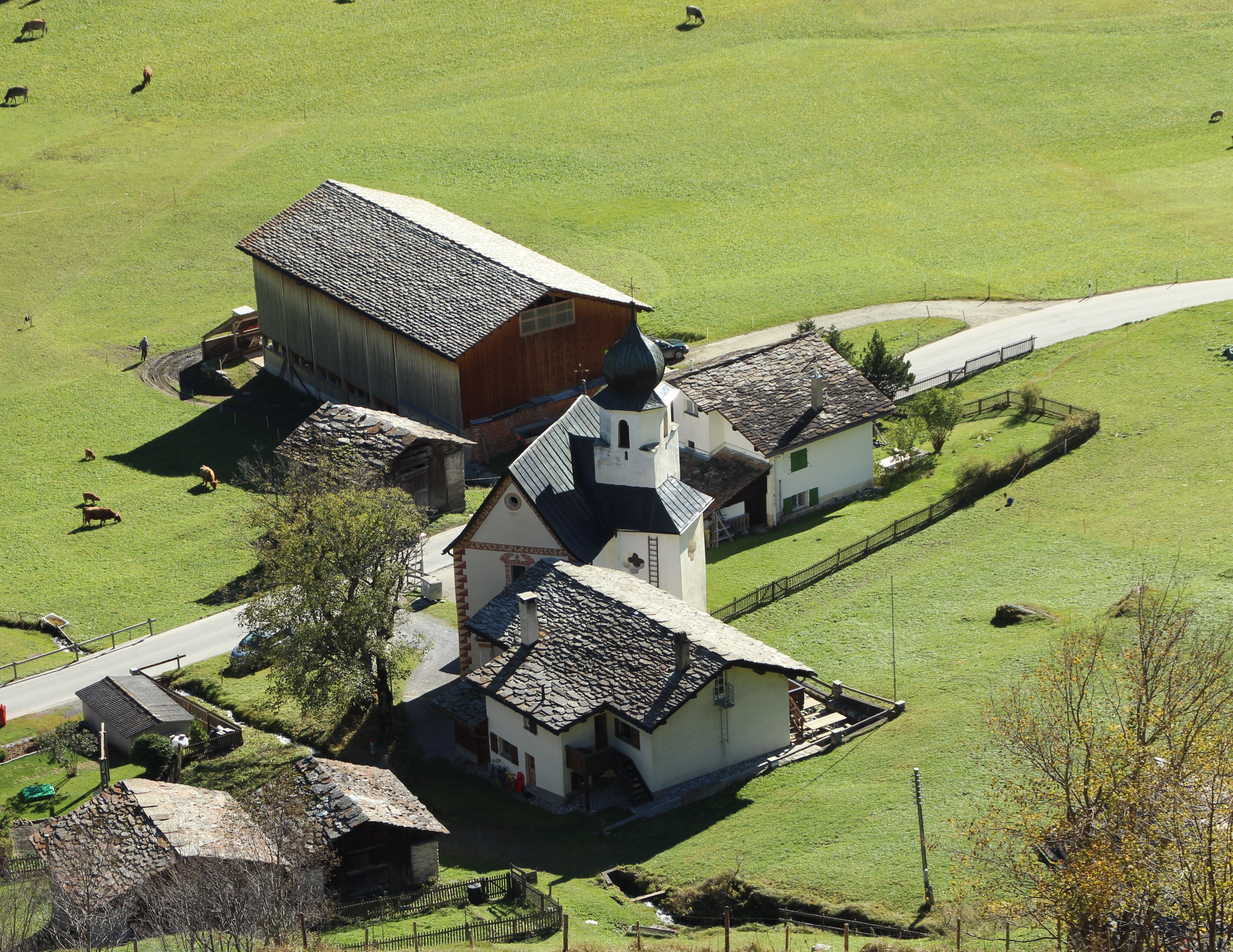
Ansicht von oben

Die Wallfahrtskapelle St. Maria steht im Ortsteil Camp in Vals im schweizerischen Kanton Graubünden. Sie wurde 1692 an der Stelle erbaut, wo eine Lawine ein Bauernhaus mit acht Personen verschüttet hatte.

## Baubeschreibung
Die Anlage besteht aus einem zweijochigen Schiff mit flach geschlossenen Chor und einer sich westlich anschliessenden Seitenkapelle, die dem heiligen Rochus geweiht ist. Die Höhe der Seitenkapelle hat annähernd die Höhe des Schiffes. Dieses ist mit einem Tonnengewölbe überdeckt, Chor und Seitenkapelle mit einem Kreuzgewölbe. Die einige Stufen tiefer liegende Sakristei liegt im Osten des Chors. Oberhalb der Seitenkapelle erhebt sich der Turm mit achteckigem Obergeschoss und Zwiebelhaube.

## Ausstattung
Die beiden Altäre mit gewundenen Säulen aus Stuckmarmor stammen aus der Zeit um 1692. Im Giebel hängt eine Kopie des Gnadenbildes der Madonna von Pötsch, das im Wiener Stephansdom aufbewahrt wird. Das Bild wurde um 1695 von Johann Berni, damals Theologiestudent in Wien, nach Vals gebracht. Berni war von 1701 bis 1735 Kaplan in Vals. Seine Grabplatte liegt an der Nordwand des Kirchenschiffs.
Die zahlreichen Votivtafeln aus dem 18. Jahrhundert stammen unter anderem vom Trunser Maler Jakob Soliva und vom Briger Antoni Sigristen. Die vorspringende Empore mit vorspringendem Mittelteil zeigt drei Wallfahrtsbilder aus Tersnaus (1710), Cumbel (1716) und Peiden (1717). Die dreiregistrige Brüstungsorgel eines unbekannten Meisters stammt aus dem Jahr 1766.

## Galerie

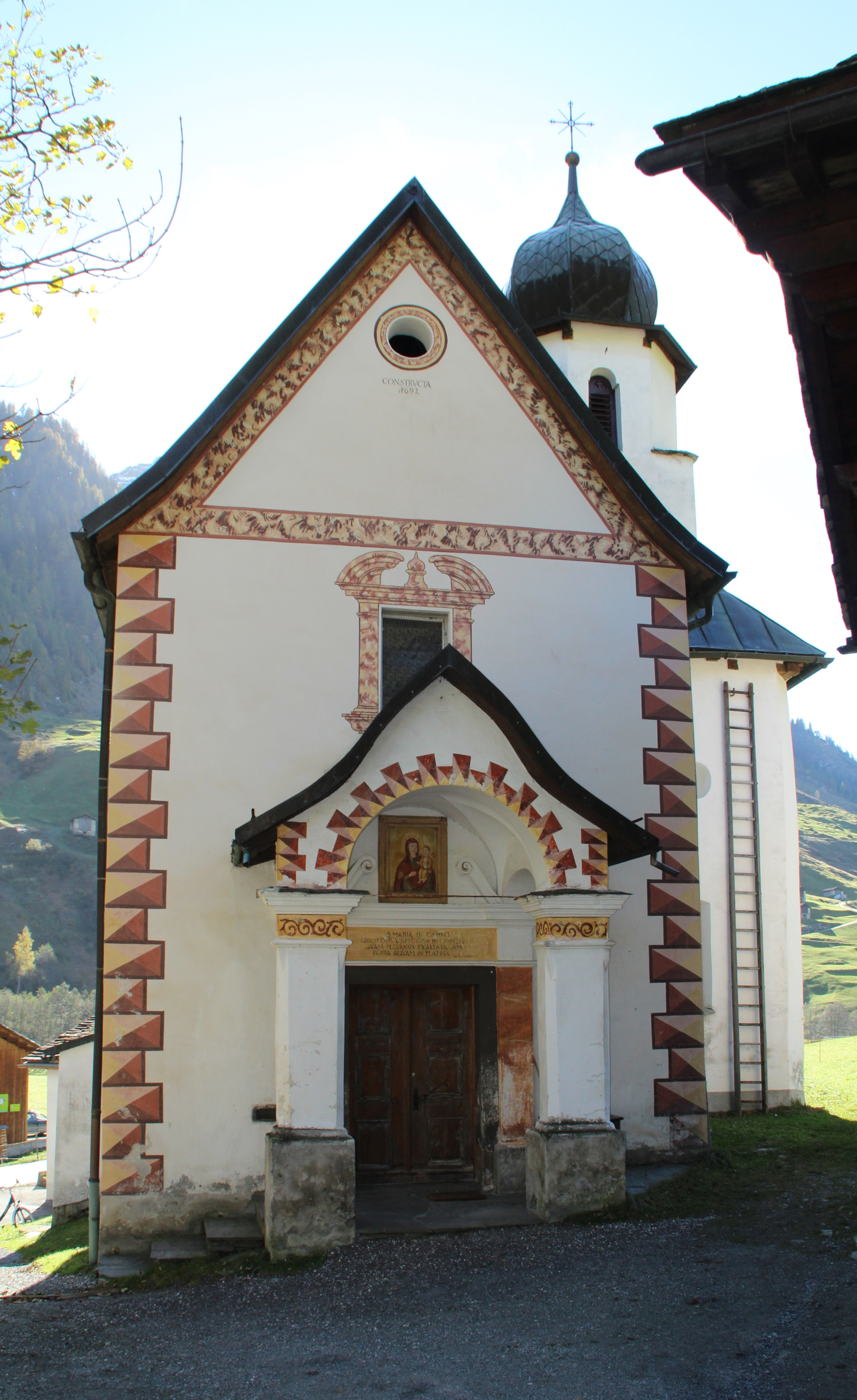
Eingang
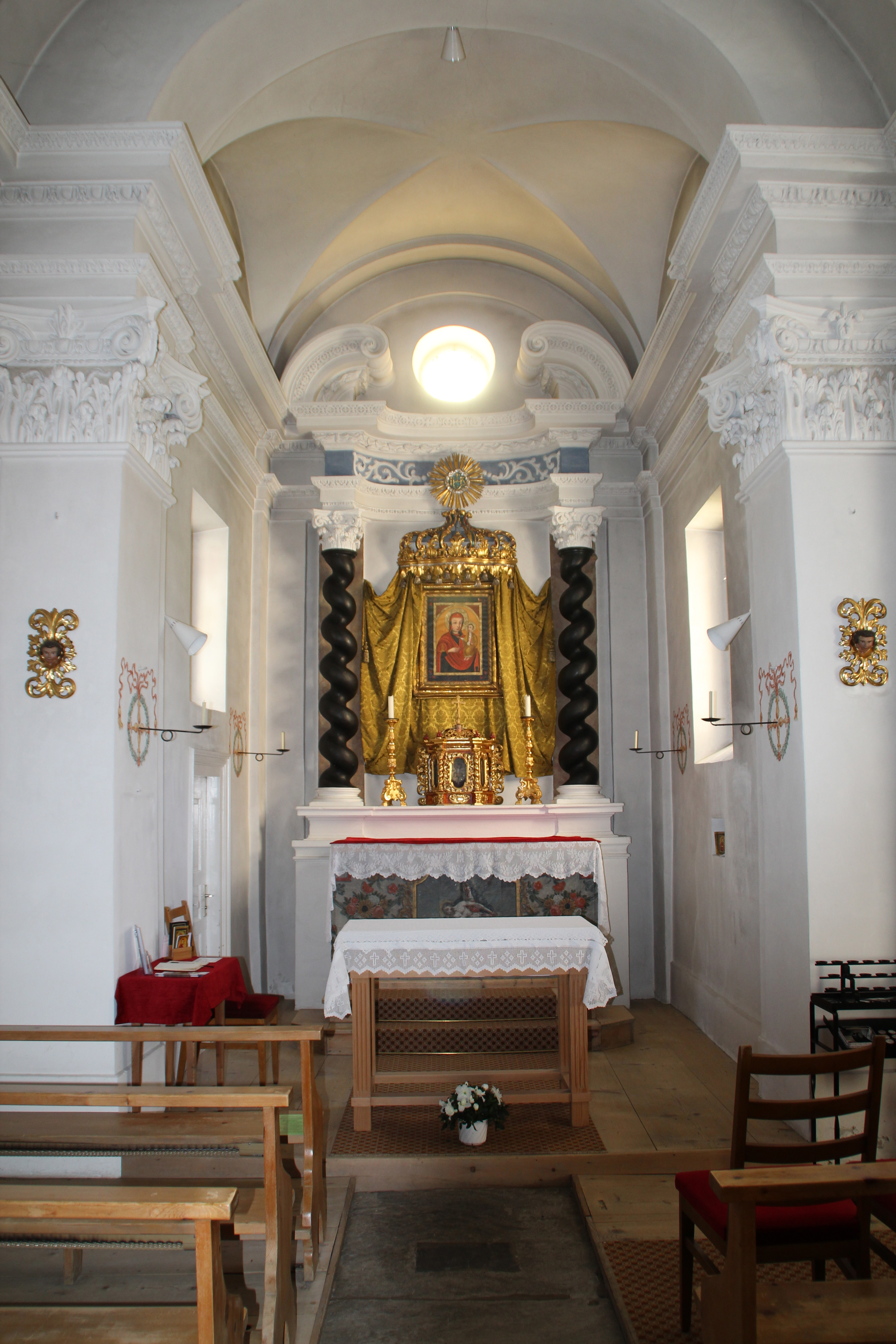
Chor und Altar
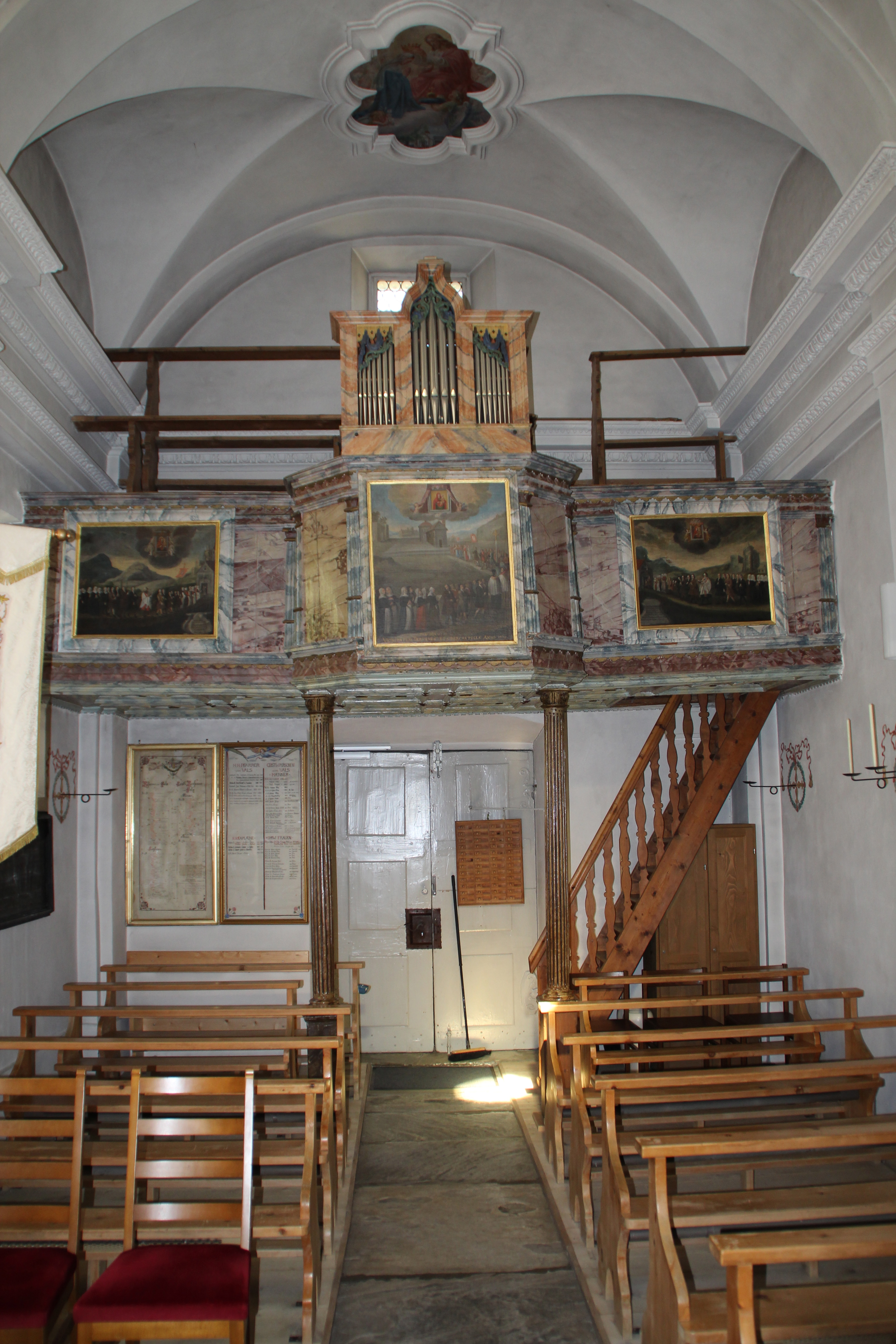
Empore und Orgel
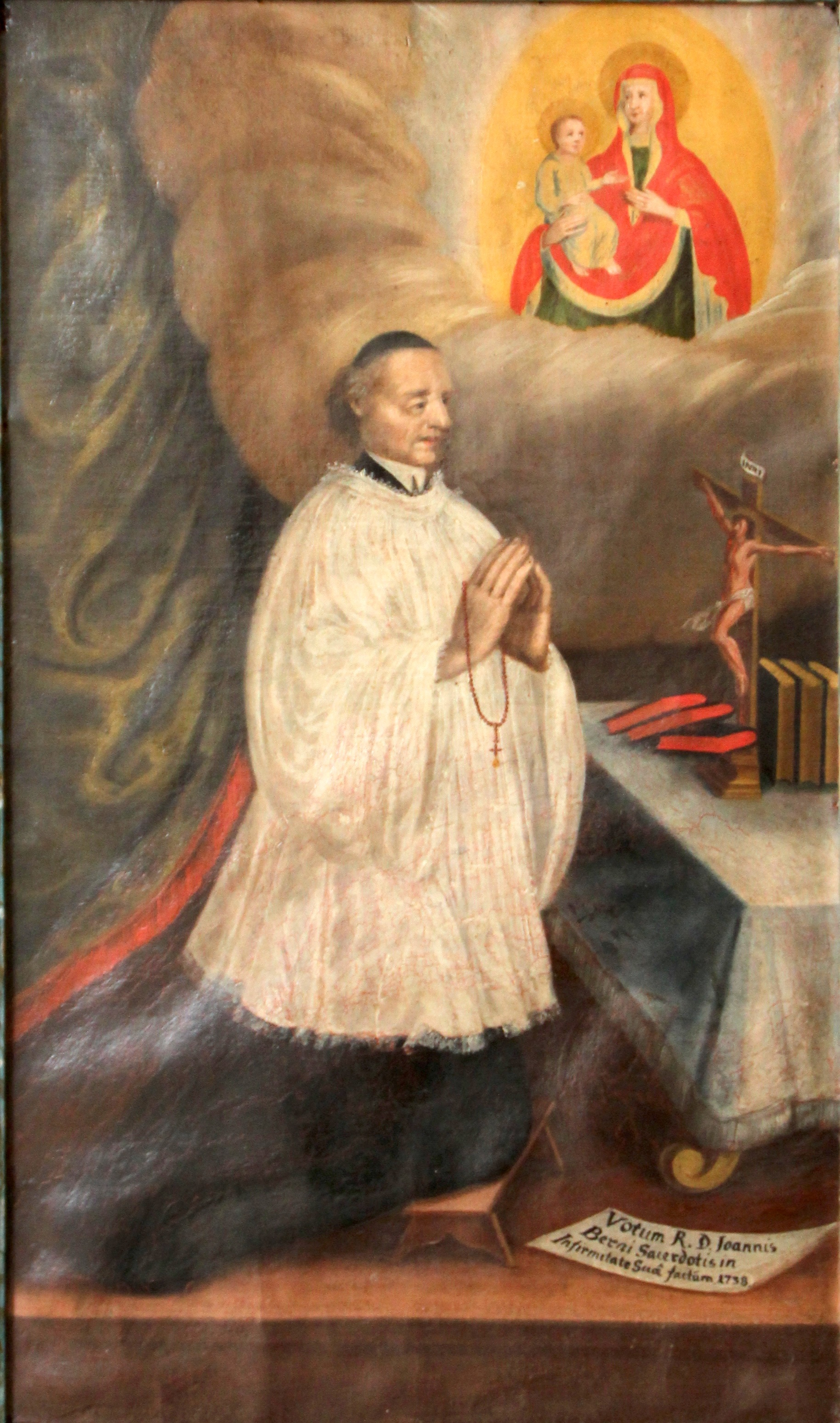
Votivbild
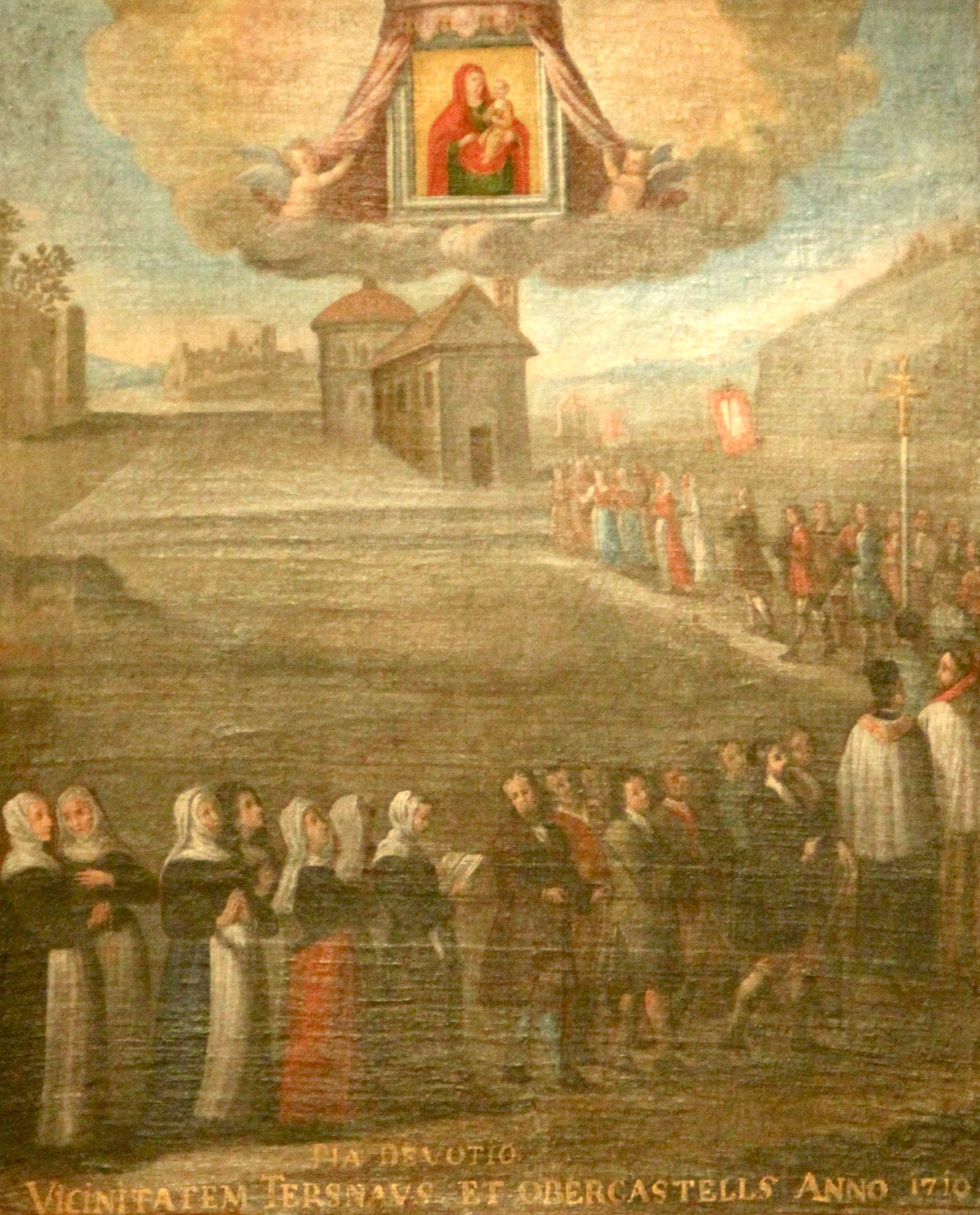
Prozession in Tersnaus, 1710